# Крістіна Софія Східно-Фрисландська
Крістіна Софія Східно-Фрисландська (нім. Christina Sophia von Ostfriesland), 16 березня 1688 — 31 березня 1750) — принцеса Східно-Фрисландська з дому Кірксена, донька князя Східної Фризії Крістіана Ебергарда та принцеси Еттінген-Еттінгенської Ебергардіни Софії, друга дружина князя Шварцбург-Рудольштадту Фрідріха Антона.

## Біографія
Народилась 16 березня 1688 року у Байройті. Була другою дитиною та старшою донькою в родині князя Східної Фризії Крістіана Ебергарда та його першої дружини Ебергардіни Софії Еттінген-Еттінгенської. Старший брат помер немовлям до її народження. Згодом сімейство поповнилося вісьмома молодшими дітьми, з яких шестеро досягли дорослого віку.
Фактичне правління батька почалося у 1690 році. Він був відомим як розумний, толерантний і благочесний правитель. За встановлення мира в князівстві, він отримав прізвисько «Миролюбний».

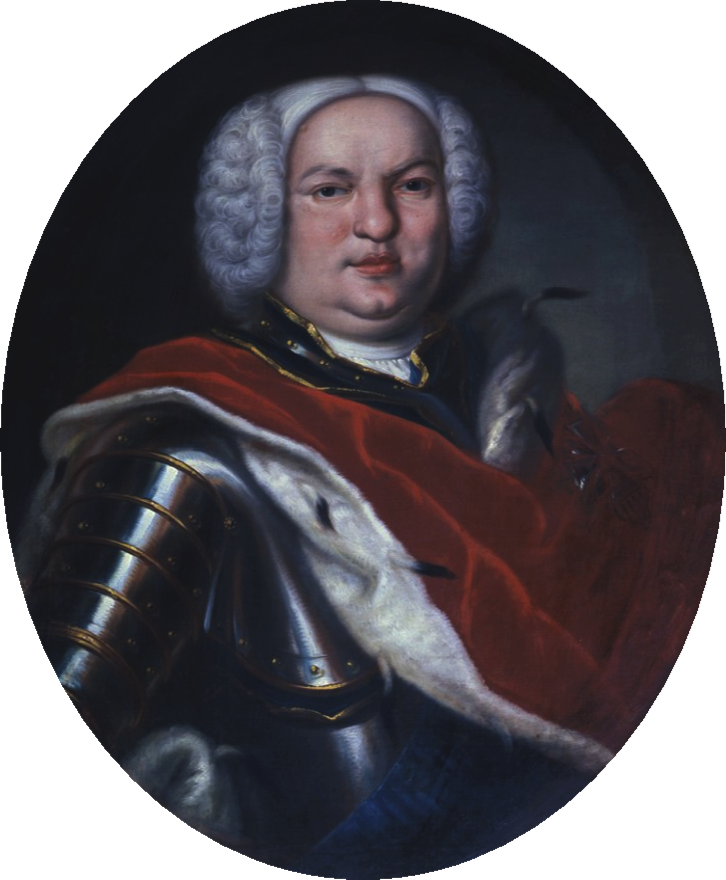
Портрет Фрідріха Антона

Матір померла, коли Крістіні Софії виповнилося 12 років. Крістіан Ебергард невдовзі морганатично оженився з фрейліною першої дружини. Від цього союзу принцеса мала єдинокровну сестру Софію Антуанетту. У 1708 році вона втратила і батька. Правителем Східної Фризії став її молодший брат Георг Альбрехт.
У 40 років Крістіна Софія стала дружиною 37-річного князя Шварцбург-Рудольштадту Фрідріха Антона. Весілля пройшло 6 січня 1729 року у Штадтільмі. За іншими даними, воно відбулося 31 грудня 1729 у Штадтільмі або 31 грудня 1728 у Рудольштадті. Наречений був удівцем, від першого шлюбу мав малолітніх сина та доньку. Спільних дітей у подружжя не було.
У 1735 році згоріла резиденція пари Гайдексбург. Відбудова тривала до 1744 року й велася у бароковому стилі.
у вересні 1744 року Фрідріх Антон помер. Крістіни Софії не стало 31 березня 1750 року. Обоє були поховані у замковій кірсі Шварцбургу. У 1940 році прах членів родини був перепохований у міській церкві Святого Андреаса в Рудольштадті.

## Генеалогія
| Ульріх II | Ульріх II | Ульріх II | Ульріх II | Ульріх II      | Ульріх II      |                |                | Юліана Гессен-Дармштадтська | Юліана Гессен-Дармштадтська | Юліана Гессен-Дармштадтська | Юліана Гессен-Дармштадтська | Юліана Гессен-Дармштадтська | Юліана Гессен-Дармштадтська |                   |                   | Ебергард III      | Ебергард III      | Ебергард III | Ебергард III | Ебергард III                    | Ебергард III                    |                                 |                                 | Анна Катерина Зальм-Кірбурзька  | Анна Катерина Зальм-Кірбурзька  | Анна Катерина Зальм-Кірбурзька | Анна Катерина Зальм-Кірбурзька | Анна Катерина Зальм-Кірбурзька | Анна Катерина Зальм-Кірбурзька |  |  | Йоакім Ернст | Йоакім Ернст | Йоакім Ернст | Йоакім Ернст | Йоакім Ернст     | Йоакім Ернст     |                  |                  | Анна Доротея Гогенлое-Нойнштайнська | Анна Доротея Гогенлое-Нойнштайнська | Анна Доротея Гогенлое-Нойнштайнська | Анна Доротея Гогенлое-Нойнштайнська | Анна Доротея Гогенлое-Нойнштайнська     | Анна Доротея Гогенлое-Нойнштайнська     |                                         |                                         | Ебергард III                            | Ебергард III                            | Ебергард III | Ебергард III | Ебергард III                     | Ебергард III                     |                                  |                                  | Анна Катерина Зальм-Кірбурзька   | Анна Катерина Зальм-Кірбурзька   | Анна Катерина Зальм-Кірбурзька | Анна Катерина Зальм-Кірбурзька | Анна Катерина Зальм-Кірбурзька | Анна Катерина Зальм-Кірбурзька |  |  |
| Ульріх II | Ульріх II | Ульріх II | Ульріх II | Ульріх II      | Ульріх II      |                |                | Юліана Гессен-Дармштадтська | Юліана Гессен-Дармштадтська | Юліана Гессен-Дармштадтська | Юліана Гессен-Дармштадтська | Юліана Гессен-Дармштадтська | Юліана Гессен-Дармштадтська |                   |                   | Ебергард III      | Ебергард III      | Ебергард III | Ебергард III | Ебергард III                    | Ебергард III                    |                                 |                                 | Анна Катерина Зальм-Кірбурзька  | Анна Катерина Зальм-Кірбурзька  | Анна Катерина Зальм-Кірбурзька | Анна Катерина Зальм-Кірбурзька | Анна Катерина Зальм-Кірбурзька | Анна Катерина Зальм-Кірбурзька |  |  | Йоакім Ернст | Йоакім Ернст | Йоакім Ернст | Йоакім Ернст | Йоакім Ернст     | Йоакім Ернст     |                  |                  | Анна Доротея Гогенлое-Нойнштайнська | Анна Доротея Гогенлое-Нойнштайнська | Анна Доротея Гогенлое-Нойнштайнська | Анна Доротея Гогенлое-Нойнштайнська | Анна Доротея Гогенлое-Нойнштайнська     | Анна Доротея Гогенлое-Нойнштайнська     |                                         |                                         | Ебергард III                            | Ебергард III                            | Ебергард III | Ебергард III | Ебергард III                     | Ебергард III                     |                                  |                                  | Анна Катерина Зальм-Кірбурзька   | Анна Катерина Зальм-Кірбурзька   | Анна Катерина Зальм-Кірбурзька | Анна Катерина Зальм-Кірбурзька | Анна Катерина Зальм-Кірбурзька | Анна Катерина Зальм-Кірбурзька |  |  |
|           |           |           |           |                |                |                |                |                             |                             |                             |                             |                             |                             |                   |                   |                   |                   |              |              |                                 |                                 |                                 |                                 |                                 |                                 |                                |                                |                                |                                |  |  |              |              |              |              |                  |                  |                  |                  |                                     |                                     |                                     |                                     |                                         |                                         |                                         |                                         |                                         |                                         |              |              |                                  |                                  |                                  |                                  |                                  |                                  |                                |                                |                                |                                |  |  |
|           |           |           |           | Георг Крістіан | Георг Крістіан | Георг Крістіан | Георг Крістіан | Георг Крістіан              | Георг Крістіан              |                             |                             |                             |                             |                   |                   |                   |                   |              |              | Крістіна Шарлотта Вюртемберзька | Крістіна Шарлотта Вюртемберзька | Крістіна Шарлотта Вюртемберзька | Крістіна Шарлотта Вюртемберзька | Крістіна Шарлотта Вюртемберзька | Крістіна Шарлотта Вюртемберзька |                                |                                |                                |                                |  |  |              |              |              |              | Альбрехт Ернст I | Альбрехт Ернст I | Альбрехт Ернст I | Альбрехт Ернст I | Альбрехт Ернст I                    | Альбрехт Ернст I                    |                                     |                                     |                                         |                                         |                                         |                                         |                                         |                                         |              |              | Крістіна Фредеріка Вюртемберзька | Крістіна Фредеріка Вюртемберзька | Крістіна Фредеріка Вюртемберзька | Крістіна Фредеріка Вюртемберзька | Крістіна Фредеріка Вюртемберзька | Крістіна Фредеріка Вюртемберзька |                                |                                |                                |                                |  |  |
|           |           |           |           | Георг Крістіан | Георг Крістіан | Георг Крістіан | Георг Крістіан | Георг Крістіан              | Георг Крістіан              |                             |                             |                             |                             |                   |                   |                   |                   |              |              | Крістіна Шарлотта Вюртемберзька | Крістіна Шарлотта Вюртемберзька | Крістіна Шарлотта Вюртемберзька | Крістіна Шарлотта Вюртемберзька | Крістіна Шарлотта Вюртемберзька | Крістіна Шарлотта Вюртемберзька |                                |                                |                                |                                |  |  |              |              |              |              | Альбрехт Ернст I | Альбрехт Ернст I | Альбрехт Ернст I | Альбрехт Ернст I | Альбрехт Ернст I                    | Альбрехт Ернст I                    |                                     |                                     |                                         |                                         |                                         |                                         |                                         |                                         |              |              | Крістіна Фредеріка Вюртемберзька | Крістіна Фредеріка Вюртемберзька | Крістіна Фредеріка Вюртемберзька | Крістіна Фредеріка Вюртемберзька | Крістіна Фредеріка Вюртемберзька | Крістіна Фредеріка Вюртемберзька |                                |                                |                                |                                |  |  |
|           |           |           |           |                |                |                |                |                             |                             |                             |                             |                             |                             |                   |                   |                   |                   |              |              |                                 |                                 |                                 |                                 |                                 |                                 |                                |                                |                                |                                |  |  |              |              |              |              |                  |                  |                  |                  |                                     |                                     |                                     |                                     |                                         |                                         |                                         |                                         |                                         |                                         |              |              |                                  |                                  |                                  |                                  |                                  |                                  |                                |                                |                                |                                |  |  |
|           |           |           |           |                |                |                |                |                             |                             |                             |                             | Крістіан Ебергард           | Крістіан Ебергард           | Крістіан Ебергард | Крістіан Ебергард | Крістіан Ебергард | Крістіан Ебергард |              |              |                                 |                                 |                                 |                                 |                                 |                                 |                                |                                |                                |                                |  |  |              |              |              |              |                  |                  |                  |                  |                                     |                                     |                                     |                                     | Ебергардіна Софія Еттінген-Еттінгенська | Ебергардіна Софія Еттінген-Еттінгенська | Ебергардіна Софія Еттінген-Еттінгенська | Ебергардіна Софія Еттінген-Еттінгенська | Ебергардіна Софія Еттінген-Еттінгенська | Ебергардіна Софія Еттінген-Еттінгенська |              |              |                                  |                                  |                                  |                                  |                                  |                                  |                                |                                |                                |                                |  |  |
|           |           |           |           |                |                |                |                |                             |                             |                             |                             | Крістіан Ебергард           | Крістіан Ебергард           | Крістіан Ебергард | Крістіан Ебергард | Крістіан Ебергард | Крістіан Ебергард |              |              |                                 |                                 |                                 |                                 |                                 |                                 |                                |                                |                                |                                |  |  |              |              |              |              |                  |                  |                  |                  |                                     |                                     |                                     |                                     | Ебергардіна Софія Еттінген-Еттінгенська | Ебергардіна Софія Еттінген-Еттінгенська | Ебергардіна Софія Еттінген-Еттінгенська | Ебергардіна Софія Еттінген-Еттінгенська | Ебергардіна Софія Еттінген-Еттінгенська | Ебергардіна Софія Еттінген-Еттінгенська |              |              |                                  |                                  |                                  |                                  |                                  |                                  |                                |                                |                                |                                |  |  |
|           |           |           |           |                |                |                |                |                             |                             |                             |                             |                             |                             |                   |                   |                   |                   |              |              |                                 |                                 |                                 |                                 |                                 |                                 |                                |                                |                                |                                |  |  |              |              |              |              |                  |                  |                  |                  |                                     |                                     |                                     |                                     |                                         |                                         |                                         |                                         |                                         |                                         |              |              |                                  |                                  |                                  |                                  |                                  |                                  |                                |                                |                                |                                |  |  |
|           |           |           |           |                |                |                |                |                             |                             |                             |                             |                             |                             |                   |                   |                   |                   |              |              |                                 |                                 |                                 |                                 |                                 |                                 |                                |                                | Крістіна Софія                 |                                |  |  |              |              |              |              |                  |                  |                  |                  |                                     |                                     |                                     |                                     |                                         |                                         |                                         |                                         |                                         |                                         |              |              |                                  |                                  |                                  |                                  |                                  |                                  |                                |                                |                                |                                |  |  |